# Alció de Malàisia
L'alció de Malàisia (Actenoides concretus) és un alció, per tant un ocell de la família dels alcedínids (Alcedinidae) que habita boscos de la Península Malaia, Sumatra i Borneo.